# Musicor
Musicor est un label fondé en 2003 à Montréal, Québec au Canada. Le label est distribué par Distribution Select. La première sortie de l'étiquette fut la compilation Star Académie 2003. Les premières années, le label réalisait les albums d’interprètes issus de la téléréalité. Il évolue ensuite vers un domaine plus diversifié, variétés et reste une étiquette grand public,.
L'étiquette Musicor sort notamment des disques pour Marie-Mai, Étienne Drapeau, Lynda Thalie, Francis Cabrel, Zachary Richard, Mario Pelchat, Yves Duteil, Bruno Pelletier, Lara Fabian, Zaz, Nanette Workman, Patrick Bruel, Marie-Élaine Thibert et plusieurs autres,.